# Ryojius
Ryojius es un género de arañas araneomorfas de la familia Linyphiidae. Se encuentra en China y Japón.

## Lista de especies
Según The World Spider Catalog 12.0:
- Ryojius japonicus Saito & Ono, 2001
- Ryojius nanyuensis (Chen & Yin, 2000)
- Ryojius occidentalis Saito & Ono, 2001

## Etimología
El género fue nombrado en honor de Ryoji Oi.